# Dolenja Žetina
Dolenja Žetina este o localitate din comuna Gorenja vas - Poljane, Slovenia, cu o populație de 33 de locuitori.